# Tappasakatti
Tappasakatti (en kannada ತಪ್ಪಸಕಟ್ಟಿ) est un village d’environ 1 250 habitants et situé dans le district de Bagalkote, dans l’État de Karnataka, en Inde.